# Ixora prolixa
Ixora prolixa är en måreväxtart som beskrevs av Albert Charles Smith. Ixora prolixa ingår i släktet Ixora och familjen måreväxter. Inga underarter finns listade i Catalogue of Life.